# Francisco Dutari
Francisco Dutari (Córdoba, Argentina, 3 de marzo de 1988) es un futbolista argentino. Juega de defensa central y tiene una amplia trayectoria en el fútbol argentino y en el exterior. Lleva jugados más de 150 partidos en Primera División y más de 250 partidos jugados en su carrera.

## Trayectoria

### En Argentina.
Realizó las divisiones inferiores en Club Atlético Talleres de Córdoba hasta el año 2007 donde pasó a Godoy Cruz donde fue parte del plantel de Nacional B 2007/2008 que consiguió el ascenso a Primera División yendo al banco de suplentes por 6 partidos con 19 años de edad. Luego debutó como profesional el día 7 de agosto de 2008 contra Banfield en el torneo de Primera División del fútbol argentino. Allí jugó hasta 2011, cuando fue cedido a Talleres para la segunda mitad de la temporada. Luego pasó a préstamo para jugar en Atlético de Rafaela para disputar el torneo de Primera División Argentina 2011-12.
En julio de 2012 es fichado por Atlético Tucumán para jugar la Primera B Nacional con el equipo Tucumano. En este torneo marcó dos goles. Tiene 5 goles en total de su carrera. En 2013 deja Tucumán para tener su primera experiencia en el futbol extranjero cuando es fichado por el Everton de Viña del Mar de Primera División de Chile. En 2014 retorna a su país, para jugar en el club  Rosario Central.
Tras un fugaz paso por el club rosarino, un nuevo destino lo esperaba en México. Es el club Universidad Nacional (Pumas de la UNAM) quienes deciden hacerse de sus servicios. En esta etapa, Dutari convierte el quinto gol de su carrera, siendo el primero en tierras extranjeras.
A principios de 2015, retorna a su país de origen como refuerzo del Club Atlético Sarmiento de Junín para continuar su carrera futbolística allí. En Sarmiento disputó un total de 55 partidos en Primera División y marcó un gol. En el año 2017 pasa al Club Guillermo Brown de Puerto Madryn para jugar el torneo de Nacional B. En la temporada siguiente conseguiría el ascenso a la máxima categoría del fútbol argentino con el equipo santiagueño  Club Atlético Central Córdoba ( Santiago del Estero). Después de esto, en 2019, emprendería una nueva experiencia en el futbol extranjero, esta vez en la Ligat ha´Al Primera División de Israel. Allí jugó toda la temporada en el Sektzia Ness Ziona hasta mediados del 2020 donde decide regresar a su país para seguir jugando en la Primera Nacional con la Asociación Atlética Estudiantes de Río Cuarto.
Al finalizar la temporada con el equipo de Río Cuarto, Dutari vuelve en 2022 al futbol israelí, esta vez para sumarse al Ironi Nir Ramat HaSharon Football Club.

### En el extranjero
- En 2013 jugó en Everton de Viña del Mar,  Chile.
- En 2014-15 jugó en Pumas de la UNAM de México.
- En 2019 jugó en Sektzia Nes Ziona de Israel.
- En 2022 jugó en Ironi Nir Ramat HaSharon Football Club de Israel.

## Clubes
| Club                                   | País      | Año         | Partidos | Goles |
| -------------------------------------- | --------- | ----------- | -------- | ----- |
| Godoy Cruz                             | Argentina | 2008 - 2011 | 53       | 1     |
| Talleres                               | Argentina | 2011        | 12       | 0     |
| Atlético de Rafaela                    | Argentina | 2011 - 2012 | 13       | 0     |
| Atlético Tucumán                       | Argentina | 2012 - 2013 | 23       | 2     |
| Everton                                | Chile     | 2013        | 13       | 0     |
| Rosario Central                        | Argentina | 2014        | 0        | 0     |
| Club Universidad Nacional              | México    | 2014        | 6        | 1     |
| Sarmiento                              | Argentina | 2015 - 2017 | 55       | 1     |
| Brown (PM)                             | Argentina | 2017 - 2018 | 24       | 0     |
| Central Córdoba de Santiago del Estero | Argentina | 2018 - 2019 | 8        | 0     |
| Sektzia Nes Ziona                      | Israel    | 2019 - 2020 | 29       | 0     |
| Estudiantes de Río Cuarto              | Argentina | 2020 - 2021 | 8        | 0     |
| Ironi Nir Ramat HaSharon Football Club | Israel    | 2022        | 10       | 0     |